# Amaurobioides major
Amaurobioides major là một loài nhện trong họ Anyphaenidae.
Loài này thuộc chi Amaurobioides. Amaurobioides major được Raymond Robert Forster miêu tả năm 1970.